# Янгон – Н'яунгдон – Табаунг
Янгон – Н'яунгдон – Табаунг – газопровід на південному заході М'янми.
У 1999 році в дельті Іраваді на захід від столиці країни Янгону відкрили газове родовище Н'яунгдон (Nyaungdon). Вже наступного року його ввели в експлуатацію із видачею продукції до Янгону через трубопровід довжиною 52 кілометра та діаметром 250 мм (за виключенням ділянки завдовжки 7 км, на якій використали труби з діаметром 200 мм). У 2002 та 203 роках до столиці проклали ще дві нитки довжиною 44 км та 47 км відповідно, виконані в діаметрі 250 мм.
В Янгоні на той час головними споживачами блакитного палива були об’єкти електроенергетики – ТЕС Йвама, ТЕС Такета (92 МВт), ТЕС Ахлон, ТЕС Хлавга. Крім того, газопровідна система досягала промислової зони Танхльїн південніше від міста (тут ще з 1955-го діяв нафтопереробний завод). Втім, варто відзначити, що на той час до столиці також подавали ресурс по газопроводу Ап’яук – Янгон, а з 2001-го стало можливим надходження газу по напрямку Канбаук – Янгон. 
Військова хунта, яка перебувала при владі в країні до середини 2010-х років, неодноразово ініціювала проекти індустріального розвитку країни, зокрема, в 2005 році поблизу містечка Табаунг ввели в дію целюлозно-паперовий комбінат, до якого в подальшому проклали газопровід від Н'яунгдон довжиною 160 км та діаметром 250 мм. Іншим великим споживачем, який отримував ресурс по цьому трубопроводу, став завод азотних добрив у Kangyidaung. 
Також до системи підключили майданчик індустріальної зони Патейн, проте остання так і не отримала належного розвитку. Невдалим виявився і проект ЦПК у Табаунг, який за період із 2005 по 2018 роки отримував блакитне паливо в сукупності протягом чотирьох років, тоді як за відсутності газу діяльність комбінату була нерентабельною.